# ベネヴェントゥムの戦い (紀元前214年)
第一次ベネヴェントゥムの戦い（ベネヴェントゥムのたたかい）は、第二次ポエニ戦争中の紀元前214年に、現在のベネヴェント近郊で発生した戦いである。ティベリウス・センプロニウス・グラックスが指揮するローマ「奴隷軍団」が、ハンノ率いるカルタゴ軍を殲滅した。この戦いは、カンナエの戦い以降にカルタゴ側に付いた南イタリアの都市国家を平定する作戦の一環として行われ、歴史家のティトゥス・リウィウスがその記録を残している。

## 背景
ハンニバルはカンパニアのノラの攻略を準備していたが、副将のハンノがブルティウム（現在のカラブリア州）から1,200のヌミディア騎兵と17,000の歩兵（ブルティア人とルカニア人）を引き連れて合流するのを待っていた。ハンノはマグナ・グラエキア（イタリア南部のギリシャ系都市国家）で騒乱を起こし、新たな兵士を募集する任務を与えられており、それはすでに完了していた。ハンニバルはハンノに対し、これらの新たな兵士を連れて、ベネヴェントゥム（現在のベネヴェント）を通ってカンパニアに向かい、自身に合流するよう命令した。
執政官のクィントゥス・ファビウス・マクシムスは、法務官（プラエトル）のティベリウス・センプロニウス・グラックスに対し、冬営地のルケルキアからベネヴェントゥムに進軍するように命じた。ファビウスの同名の息子（en）は別の軍を率い、ルケルキアを守備するように命じられた。ファビウスと元老院は奴隷から志願兵を募って軍団を編成し、グラックスがこの奴隷軍団の指揮者となっていた。ファビウスはグラックスに対して、ハンニバルをカンパニアに閉じ込めるよう命令したが、これは前年に失敗していた作戦であった。また、援軍の合流阻止も命じたかもしれないが、ファビウスがハンノの援軍が向かっていることを知っていたという証拠は無い。

## 戦闘まで

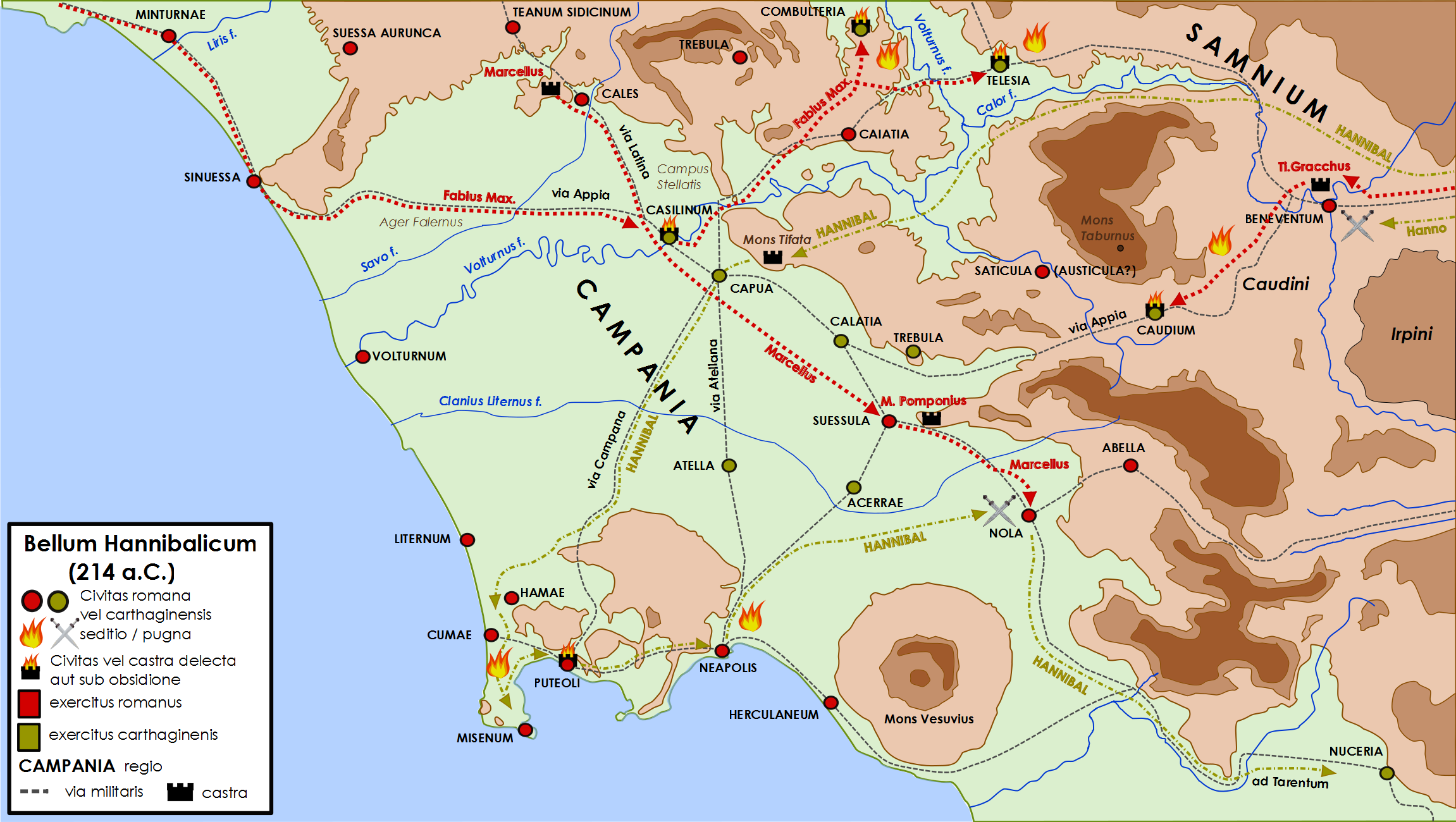
紀元前214年のカンパニアにおけるハンニバルの行動

ハンノとグラックスはほぼ同時にベネヴェントゥムに近づいていた。しかし、グラックスの方が先に街を占領し、街に守備兵を入れることができた。そこでグラックスは、ハンノが街から3マイル程離れた場所に野営し、周囲を略奪していることを知った。グラックスは街を出て1マイルほど離れた場所に野営した。この時点で、グラックスは彼の2個「奴隷軍団」の兵士に対し、勝利の暁には自由を与えるとの元老院からの許可を得たことを伝えた。
両軍が戦闘態勢を取ったのは翌日であった。両軍共に配置は当時の典型的なものであった。ハンノは彼の右翼側をカロエ川に接するようにして騎兵を配置し、中央には歩兵、左翼にも騎兵を配置した。左翼の騎兵は開けた地域に展開しており、地形的に防御されていなかった。
ローマ軍の戦列はカルタゴ軍より広かった。ローマの左翼も騎兵であった。ローマ騎兵の右側に軍団歩兵が並んだ。通常ローマ軍は4個軍団から構成されており、内側にローマ2個軍団、その両側に同盟国軍団が配置された。しかし、この戦いに同盟国軍団が参加していたかは不明である。また、奴隷軍団に加えて正規のローマ軍団が参加していたかも不明である。右翼側も騎兵であったが、左翼よりも右翼の騎兵が主力であった。

## 戦闘
戦いは血まみれのものとなった。奴隷兵士は敵兵を殺すと、まずその首を切り落とし、さらにその切り取った首を持ち運んだため、戦闘が妨げられてしまった。戦場で何が起こっているかを理解したグラックスは、首を捨てて剣を取るように命じ、敵を撃滅するまでは奴隷身分からは解放されないと宣言した。
歩兵同士の戦いでこのようなことが起こっている中、グラックスは騎兵に対してヌミディア騎兵が守るハンノの側面を攻撃するように命令した。ヌミディア騎兵はその技能を発揮してローマ騎兵の攻撃に対処し、勝敗は分からなかった。しかしながら、グラックスは伝令兵を派遣し、奴隷兵士に対して、敵を直ちに打ち破らない限り自由の身にはなれないと再度伝えた。これが功を奏し、奴隷軍団は最後の捨て身の攻撃を実施した。これに耐えかねたカルタゴ軍は自身の野営地に向かって退却したが、ローマ軍は直ちにこれを追撃した。カルタゴ軍が野営地に戻ると、ローマ人捕虜が武装して待ち構えていた。カルタゴ軍は完全に包囲され、撃滅された。

## 結果
この猛攻撃によりハンノの軍は完全に壊滅し、野営地も占領された。戦場から脱出できたのは、ハンノ自身も含めて2,000人以下であった。ローマ軍の戦死は2,000人に留まった。グラックスは勝利の後には奴隷を解放すると宣言していた。しかし4,000人程度の兵士に対しては戦場での勇気に欠けたとして、不快感を示した。それらの兵士に対しては、残りの兵役を勤める間、夕食を座ってではなく立って食べるように命令した。
ハンノが新たな軍を編成してハンニバルと合流することを阻止するために、戦闘の後にグラックスはルカニア（en）に向かった。続いてグラックスはハンノをブルティウムに押し込んだ。必要としていた援軍を得る見通しが無くなり、ハンニバルはカンパニアでの作戦を成功裏に進めることはできないという現実に直面することとなった。